# موازنه قدرت

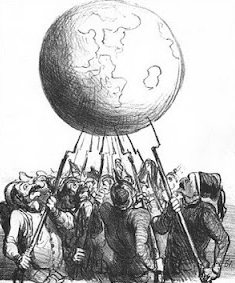
کارتون توسط دامیر، تعادل و توازن ۱۸۶۶ اروپایی، نشان دهنده توازن قدرت است در حالی که سربازان ملل مختلف زمین را با سرنیزه می چرخانند.

نظریه موازنه قدرت بر این اصل استوار است که امنیت بین‌المللی زمانی افزایش می‌یابد که قدرت نظامی به نحوی توزیع شده باشد که هیچ دولتی به اندازه‌ای که توانایی تفوق آمدن بر دیگر دولت‌ها را داشته باشد، قدرتمند نباشد. این نظریه پیش‌بینی می‌کند که اگر یک دولت، قدرت فوق‌العاده زیادی داشته باشد از قدرت خود استفاده می‌کند و به کشورهای ضعیف حمله می‌کند. این امر موجب می‌شود دولت‌هایی که در معرض خطر هستند برای پیوستن به ائتلاف‌های تدافعی انگیزه پیدا کنند. برخی از واقع گرایان بر این عقیده هستند که این امر می‌تواند موجب ثبات بیشتری شود چرا که از تجاوز جلوگیری می‌کند و آن را غیرجذاب نشان می‌دهد البته اگر میان ائتلاف‌های رقیب تعادل قدرت برقرار باشد.

## شیوه‌ها
- بازگرداندن اراضی اشغال شده توسط دولت تجاوزگر

- جنگ

- مداخله

- سیاست تفرقه انداز و حکومت کن

- چانه زنی دیپلماتیک

- ایجاد حوزه های نفوذ

- ایجاد دولت های حایل

- تشکیل اتحادیه

- رقابت یا مسابقه تسلیحاتی[۲]

## صلح مسلح
صلح مسلح  حالتی است که در آن دو یا چند کشور در حال نبرد با یکدیگر نیستند، اما با افزایش مداوم نیروها و امکانات نظامی برای جنگ با طرف مقابل آماده می‌شوند.

### مثال‌ها
در اروپا دوره بین سال ۱۸۷۱ (سال شکست فرانسه از امپراتوری آلمان) تا سال ۱۹۱۴ که جنگ جهانی اول شروع شد نمونه ای از دوران صلح مسلح است. در فاصله این ۴۳ سال اگرچه بین دولتهای بزرگ اروپا جنگی رخ نداد، اما کشورهای بزرگ با گسترش ارتش و تجهیز زرادخانه‌های جنگی خود، برای نبرد آماده می‌شدند. در این دوران، قدرت‌های اروپایی در حین ارتقای موقعیت و امکانات نظامی به دنبال ایجاد اتحادهایی با دیگر کشورها بودند. در این میان، خصومت دیرینه فرانسه و آلمان که از زمان بیسمارک وجود داشت ترس فزاینده‌ای بر فرانسه دیکته می‌کرد. از این رو فرانسوی‌ها با بریتانیایی‌ها هم‌پیمان شدند و روسیه نیز که خود را حامی بلوک شرق می‌دانست برای جلوگیری از پیشروی ژرمن‌ها به این اتحادیه ملحق شد. از سویی دیگر نیز آلمان و اتریش که از نژاد ژرمن‌ها در اروپای مرکزی بودند به همراه دولت عثمانی که از سال‌ها قبل با آلمان رابطه حسنه‌ای داشت، اتحادیه دیگری تشکیل دادند و به این ترتیب مفهوم صلح مسلح بیش از پیش عینیت یافت.
حالت موجود بین جمهوری‌های آذربایجان و ارمنستان پس از جنگ اول قره‌باغ نیز به عنوان نمونه‌ای از صلح مسلح توصیف شده‌است. این حالت نهایتاً به بروز جنگ دوم قره باغ در سال ۲۰۲۰ منجر شد.